# Francisco Javier Gassó Matoses
Francisco Javier Gassó Matoses (siglo XX, Gandia, Valencia) es un diplomático español. Es director general para Iberoamérica y el Caribe (desde 2024).

## Carrera diplomática
Tras licenciarse en Derecho en la Universidad de Valencia (1993), ingresó en la carrera diplomática (1997).
En 1997 comenzó su carrera diplomática. Ha sido secretario en la Embajada de España en República Dominicana; consejero cultural y de Cooperación en la Embajada de España en Uruguay, donde inauguró y dirigió el Centro Cultural de España en Montevideo. Posteriormente ocupó la segunda jefatura en la Embajada de España en Etiopía; y fue consejero en la representación de España ante la Organización de las Naciones Unidas en Nueva York (2011-2016), donde ejerció como coordinador político en el Consejo de Seguridad.
En el Ministerio de Asuntos Exteriores fue subdirector general adjunto para África Subsahariana y subdirector general de Naciones Unidas (2018-2020).
Fue embajador de España en Bolivia (diciembre de 2020 y enero de 2024).
Regresó a España en enero de 2024, tras ser nombrado director general para Iberoamérica y el Caribe.